# 성현 (조선)
성현(成俔, 1439년∼1504년 2월 4일(음력 1월 19일)/1월 25일(음력 1월 9일))은 조선 전기의 대표적인 관료이다. 본관은 창녕(昌寧)으로 지중추부사(知中樞府事) 염조(念祖)의 셋째 아들이다. 자는 경숙(磬叔), 호는 용재(慵齋)·허백당(虛白堂)·부휴자(浮休子)·국오(菊塢), 시호는 문대(文戴)이다.
1462년(세조 8년) 식년문과(式年文科)에, 1466년 발영시(拔英試)에 급제해 박사(博士)로 등용되었다. 이어 사록(司錄) 등을 거쳐 1468년 예문관수찬(藝文館修撰)을 지냈다. 맏형 임(任)을 따라 명나라 사행(使行) 때 지은 기행시를 정리해 ≪관광록(觀光錄)≫으로 엮었다. 1475년 다시 한명회(韓明澮)를 따라 명나라에 다녀와서 이듬해 문과중시(文科重試)에 급제, 대사간 등을 지냈다. 1485년 천추사(千秋使)로 명나라에 다녀와 형조참판 등을 거쳐, 평안도관찰사를 지냈다. 평안도관찰사로 있을 때 명나라 사신 동월(董越)과 왕창(王敞)이 왔는데 이들과 시를 주고받아 그들을 탄복하게 했다. 이어 동지중추부사(同知中樞府事)가 되어 사은사(謝恩使)로 명나라에 다녀와 경상도관찰사로 나갔다가 예조판서에 올랐다.
연산군이 즉위하자 공조판서로 대제학(大提學)을 겸임했다. 죽은 지 수개월 후 갑자사화(甲子士禍)가 일어나 부관참시(剖棺斬屍)당했다. 뒤에 신원(伸寃)되고, 청백리(淸白吏)에 녹선(錄選)되었다.
글씨를 잘 썼으며, 특히 음률(音律)에도 밝아 장악원제조(掌樂院提調)를 겸하고 유자광(柳子光) 등과 함께 ≪악학궤범≫을 편찬해 음악을 집대성했다. 뿐만 아니라 왕명으로 고려가요 ＜쌍화점(雙花店)＞, ＜이상곡(履霜曲)＞, ＜북전(北殿)＞을 개산(改刪)했다. 대표 저술인 ≪용재총화≫는 조선 초기의 정치·사회·문화·제도·풍속을 연구하는 데 중요한 자료가 된다. 이 밖에 ≪허백당집≫, ≪풍아록≫, ≪부휴자 담론≫, ≪주의패설(奏議稗說)≫, ≪금낭행적(錦囊行跡)≫, ≪상유비람(桑楡備覽)≫, ≪풍소궤범≫, ≪경륜대궤(經綸大軌)≫, ≪태평통재(太平通載)≫ 등 많은 저술이 있다.
조선 정조의 후궁 의빈 성씨의 11대 조부이다.